# Octomeria gehrtii
Octomeria gehrtii é uma espécie de orquídea (Orchidaceae) originária do Brasil.